# Urera robusta
Urera robusta är en nässelväxtart som beskrevs av Auguste Jean Baptiste Chevalier. Urera robusta ingår i släktet Urera och familjen nässelväxter. Inga underarter finns listade i Catalogue of Life.